# Миннуллин, Туфан Абдуллович
Туфа́н Абдуллович Минну́ллин (тат. Туфа́н Габдулла́ улы Миңну́ллин; 1935—2012) — советский и российский драматург, прозаик, публицист и общественный деятель, Заслуженный деятель искусств РСФСР (1984).

## Биография
Родился 25 августа 1935 года в деревне Большое Мереткозино (ныне Камско-Устьинского района Татарстана). По происхождению татарин.
В 1952 году окончил среднюю школу.
1956—1961 годы — учёба в Театральном училище имени М. С. Щепкина в Москве.
В 1961—1964 годах работал актёром в Мензелинском академическом театре, одновременно продолжал заниматься драматургией.
В 1962 году в Мензелинском академическом театре была принята к постановке его комедия «Люди нашего села». В том же году Татарским Государственным Академическим театром имени Г. Камала была осуществлена постановка его пьесы-сказки «Азат» (Свободный).
В 1964—1967 — работал редактором на Казанской телестудии, одновременно выполняя обязанности литсотрудника в журнале «Чаян» (Скорпион).
С 1968 года профессионально занимался литературной деятельностью.
1975—1977 годы — учёба на Высших литературных курсах в Москве.
1984—1989 годы — председатель правления СП ТАССР.
Народный депутат СССР (1989—1991), член ВС СССР.
Умер 2 мая 2012 года в Казани в РКБ от сердечного приступа. Похоронен на Ново-Татарском кладбище Казани.
Вдова — актриса Театра им. Г.Камала Нажиба Ихсанова (1938—2021), дочь — Альфия Миннуллина — журналист.

## Творчество
Пьесы, получившие наиболее широкое признание театральной общественности: «Люди нашего села» (пост. 1961), «Судьбы, избранные нами» (1972); «Мы уходим, вы остаетесь» (1986); «Прощайте» («Хушыгыз») (1993); историческая драма о сподвижнике Емельяна Пугачёва Бахтияре Канкаеве «Бахтияр Канкаев» (1974); комедии «Четыре жениха для Диляфруз», «Старик из деревни Альдермеш», «Ильгизар + Вера», «Душа моя» и т. д.; драмы «Без луны звезда нам светит» («Ай булмаса йолдыз бар»), «Колыбельная» («Әниләр һәм бәбиләр») и другие.

## Звания и награды
- Премия комсомола Татарии имени Мусы Джалиля (1974)
- Государственная премия РСФСР имени К. С. Станиславского (1979) — за пьесу «Альмандар из деревни Альдермеш» («Белая ворона»), поставленную на сцене Татарского ГАДТ имени Г. Камала
- Республиканская премия имени Габдуллы Тукая (1979)
- народный писатель Республики Татарстан (2005)
- заслуженный деятель искусств Татарской АССР
- заслуженный деятель искусств Республики Башкортостан
- заслуженный деятель искусств РСФСР (22 июня 1984 года) — за заслуги в области советского театрального искусства[3]
- Орден «За заслуги перед Республикой Татарстан» (25 августа 2005 года) — за достойный вклад в развитие татарской национальной литературы и искусства, многолетнюю плодотворную работу в органах государственной власти[4]
- Звание «Почётный гражданин Казани» (2010)[5]

## Память
Его имя носит улица в Вахитовском районе Казани.